# Szakfordítás
A szakfordítás a fordítás egy ága, amely egy szakszöveg írásban elvégzett nyelvi közvetítését jelenti. Akkor beszélünk szakfordításról, amikor egy szöveg fordításához nem elegendő az általános tudás, hanem egy adott szakterületen kiemelkedő ismeret szükséges a forrásnyelvi szöveg pontos megértéséhez, és lefordításához. A szakfordítást megkülönböztetjük a műfordítástól.

## Definíciók
„Célja, hogy ugyanazt a szerepet töltse be a célnyelvi befogadók körében, mint, amit az eredeti szöveg játszott a forrásnyelvi kultúrában.” (Dróth, 2011, p. 41)
„A szakfordítás elsődleges követelménye: a tartalmi pontosság.” (Dróth, 2011) "A szakszövegek fordítása során figyelembe kell vennünk, hogy az eltérő szövegtípusok eltérő fordítási stratégákat tesznek szükségessé." (Balogh, p. 38)
Szakfordító: „Szakszöveg fordításával foglalkozó személy”.
Szakfordítás: „Valamely szakma szókincsét tartalmazó szöveg fordítása.”
Sokszor ellentétbe helyezik a műfordítást a szakfordítással, aminek fogalma a következő: Műfordítás: „Irodalmi alkotás művészi értékű fordítása.”
„A szakfordítás során a fordítók nem annyira a kreativitásukra támaszkodnak [míg az irodalmi fordítás kreatív tevékenység... (Heltai, p.5)], inkább a rutin és az automatizmus kap hangsúlyt, ezek ugyanis a fordítást gyorsabbá, gazdaságosabbá teszik.” (Viola, p. 110)
A fordítás mennyiségének meghatározása:
A fordítás mennyiségét meghatározhatjuk
- a karakterek számában (forrás- vagy célnyelvi)
- a szavak számában (forrás- vagy célnyelvi)
- a sorok számában (forrás- vagy célnyelvi)
- az oldalak számában (forrás- vagy célnyelvi)
- időben (a fordítással eltöltött idő)

A mértékegységek meghatározása:
- A karakter: a fordítás elkészítéséhez szükséges leütés.
- A szó: két szóköz vagy írásjel közötti karaktersorozat.
- A sor: 55 karakter külföldi megrendelő esetén, 50 karakter belföldi megrendelő esetén.
- Az oldal: 1650 leütés külföldi megrendelő esetén, 1500 karakter belföldi megrendelő esetén.
- Az idő: óra vagy 8 órás munkanap.

## A szakfordítás típusai
Típusai közé tartozik minden olyan szöveg, amelynek értelmezéséhez szaktudás szükséges.
A szakfordításokat általában négy csoportba soroljuk (Koltay, p. 39):
- Gazdasági (gazdasággal kapcsolatos szövegek fordítása)
- Társadalomtudományi (pl. a filozófia, társadalomföldrajz, jogtudomány, közgazdaságtan, kulturális antropológia, művészettörténet, néprajz, nyelvészet, politikatudomány, pszichológia, szociológia, és történettudomány témáiban íródott szövegek fordítása),
- Természettudományi (a következő témákkal kapcsolatos szövegek fordítása: pl. fizika, kémia, biológia, földrajztudomány, geológia, meteorológia, csillagászat, orvostudomány, mezőgazdaság-tudomány, genetika),
- Műszaki szakfordítás (műszaki témájú szövegek fordítása),

Továbbá, gyakori szakfordítási területek:
- Egészségügy, gyógyászat, gyógyszeripar
- IT
- Ipar
- Pénzügy, üzlet
- Reklám, marketing

### Okiratfordítás
„A szakfordítások körében készülő fordítások egyik alfaja az okiratfordítás, amelyet jellemzően hatósági eljárásban használnak fel. A hatósági eljárások sokfélesége miatt a fordítást igénylő okiratok is sokfélék lehetnek.” (Dróth, p. 29) „Az okiratfordításhoz megfelelő képzettség kell, amelyhez a szakfordítói képesítés és az átlagos szakfordítások elkészítéséhez szükséges nyelvi kompetenciák megfelelő, de korántsem elegendő alapot jelentenek.” (Dróth, p. 39) Állampolgári ügyekben hiteles fordítást Magyarországon kizárólag az OFFI (Országos Fordító és Fordításhitelesítő Iroda) készíthet, továbbá fordításhitelesítést hazánkban is csak az OFFI végez.

## A lektorálás fontossága szakfordításnál
Lektorálás: A fordítás ellenőrzése nyelvi és szakmai szempontok szerint. „A fordítás nyelvhelyesség és stílus alapján történő ellenőrzése a forrás- és a célszöveg egybevetésével, az élő nyelv követelményeinek megfelelően, továbbá a fordításban alkalmazott szakkifejezések ellenőrzése a modern tudomány és technika kifejezései alapján.” A lektorálás fontos a nyelvi és szakmai ellenőrzés szempontjából egyaránt, hogy a szöveget a lehetséges hibák elkerülésével fordítsák le a célnyelvi közönség számára. A lektorálást elvégezheti nem anyanyelvi beszélő is, de nyelvtudásának közel kell állnia az anyanyelvi beszélő szintjéhez, hogy a lektorálást helyesen végezze el, és, hogy pontos legyen. A lektorálás lehet nyelvi, szakmai, vagy mindkettő.
Miért fontos, hogy a fordító is elsajátítsa a lektorálást?
Brian Mossop három okot sorol fel a lektorálás megtanulásának fontosságára (Mossop, 2001, Dróth, 2011, p. 90): 
A lektorálás elvégzésével a fordítók fejleszthetik fordítói készségüket a tartalmi pontosság, a nyelvi megfogalmazás és a formai követelmények terén (tartalom és forma), továbbá jobb állást találhatnak a fordítói piacon, valamint szakszerűbben képesek elvégezni a rosszul megírt forrásnyelvi szövegek szerkesztését (fordítás közben, fejben végzett stiláris, szerkezeti vagy tartalmi szerkesztés).

## Aterminológiafontossága
Az egységes terminológia használatának fontossága a szakfordításban (Dróth, 2004, p. 53):
- A fordítónak jól kell ismernie a célnyelv kifejezőeszközeit a szöveg, a grammatika, a lexika és a felszíni elemek szintjén annak érdekében, hogy a fordított szöveg beilleszkedjen a célnyelvi szöveg rendszerébe.
- Ezen kívül fontos a normák szerint rendezett terminológia használata.
- Továbbá a szaknyelvi szöveg nyelvi megformálása szoros kapcsolatban áll a kommunikáció funkciójával és tartalmával, és fontos szempont a hasonló témában írt szövegek egymáshoz viszonyított lexikai kohéziója is.

## CAT-eszközöka szakfordításnál
A CAT-eszközök nagyon fontosak a fordítás, valamint a szakfordítás során is. Sok előnye van ezeknek a programoknak, amivel megkönnyítik a fordítók munkáját, többek között terminológiai adatbázissal, és fordítómemóriával rendelkeznek. Fontos megjegyezni, hogy a CAT-eszközöknél emberek fordítanak, de ezek az eszközök segítik és könnyebbé teszik a fordítók munkáját. Ezek használatának ismerete nagy előnnyel jár ebben a szakmában. Magyarországon a legelterjedtebb CAT-eszközök közé tartozik az SDL Trados Studio és a MemoQ.

## Szakszótárak
A szakszótárak segítik a szakfordítók munkáját a különböző témájú szövegek fordításánál, ezek tartalmazzák a szakkifejezéseket és azok megfelelőit egy adott nyelven. Ilyen szótár például az informatikai, a sales és marketing, a mérnöki és építészi, az állattenyésztési, a numizmatikai, a piacszervezési, a növénytermesztési, a jogi, és a ruhaipari szakszótárak.

## Fordítóképzések Magyarországon
Szakfordítást az végezhet, aki szakfordító képesítéssel rendelkezik. Néhány egyetemi tanszék nyelvszakos képzésén a tanulóknak lehetőségük van a fordítói specializáció felvételére és elvégzésére. Ezen kívül az egyetemi mesterképzés (MA) jelenti az egyik lehetőséget a fordító képesítés megszerzésére, melynek időtartama általában 4 félév. A fordító és tolmács mesterképzés a legtöbb helyen háromnyelvű: az "A" nyelv az anyanyelv, a "B" az első idegen nyelv, a "C" pedig a második idegen nyelvet jelöli. Felvételi követelmény egy szabadon választott BA alapszak elvégzése, illetve az első idegen nyelvből államilag elismert C1 komplex nyelvvizsga megléte, a második idegen nyelvből pedig B2 komplex nyelvvizsga. A fordító és tolmács képzéseken az oktatási anyagban szerepel a szakfordítás is. A mesterképzés mellett szakfordító szakirányú továbbképzés áll a tanulók rendelkezésére, ahol lehetőség nyílik, hogy megtanulják a különböző szakmák fordítási ismereteit, azonban ezek a továbbképzések sok esetben önköltségesek. A fordítói képesítést azonban szakfordítói képzés nélkül is meg lehet szerezni, mégpedig az országos szakfordítói vizsga sikeres letételével. "A képzéstől független vizsgáztatásnak az a rendeltetése, hogy azok a gyakorló fordítók, akik nem vettek részt szervezett fordítóképzésben, de évek óta dolgoznak a szakmában, bizonyítványt kapjanak arról, hogy alkalmasak fordítói feladatok elvégzésére." (Klaudy, p. 267)

### Fordító és tolmács mesterképzések[4]
- Debreceni Egyetem Bölcsészettudományi Kar
- Eötvös Loránd Tudományegyetem Bölcsészettudományi Kar
- Eszterházy Károly Egyetem Bölcsészettudományi Kar
- Miskolci Egyetem Bölcsészettudományi Kar
- Pannon Egyetem Modern Filológiai és Társadalomtudományi Kar
- Pázmány Péter Katolikus Egyetem Bölcsészet- és Társadalomtudományi Kar
- Szegedi Tudományegyetem Bölcsészettudományi Kar

### Szakfordító szakirányú továbbképzések[5]
Az átláthatóság kedvéért az intézményt és a kart rövidítem.
- BGE-KKK: társadalomtudományi és gazdasági szakfordító és tolmács (angol, német)
- BME-GTK: gazdasági, műszaki és európai uniós szakfordító (angol)
- BME-GTK: műszaki, gazdasági és társadalomtudományi szakfordító (angol, francia, német, olasz, orosz, spanyol)
- DE-ÁOK: angol-magyar orvos- és egészségtudományi szakfordító
- DE-BTK: angol-magyar bölcsészettudományi szakfordító
- DE-BTK: angol-magyar társadalomtudományi szakfordító
- DE-GTK: angol-magyar gazdaságtudományi szakfordító
- DE-TTK: angol-magyar műszaki szakfordító
- DE-TTK: andol-magyar természettudományi szakfordító
- DE-TTK: német-magyar természettudományi szakfordító
- EKE-BTK: európai uniós angol szaknyelvi és kultúrtörténeti szakfordító
- ELTE-BTK: szakfordító és audiovizuális fordító (angol)
- ELTE-BTK: szakfordító és nyelvi mérnök (angol)
- ELTE-BTK: szakfordító és tolmács (szláv és balti nyelvek)
- ELTE-BTK: gazdasági és jogi szakfordító és lektor
- ELTE-BTK: gazdasági és jogi szakfordító és terminológus
- ELTE-BTK: társadalomtudományi és gazdasági szakfordító (angol, francia, német)
- KJE: társadalomtudományi és gazdasági szakfordító (angol, német)
- KRE-BTK: bölcsészettudományi, egyházi, jogi, gazdasági, műszaki, európai uniós és társadalomtudományi két idegen nyelvű szakfordítói és műfordítói (angol, francia, holland, japán, kínai, német)
- KRE-BTK: bölcsészettudományi, egyházi, jogi, gazdasági, műszaki, európai uniós és társadalomtudományi szakfordítói és műfordítói (angol, francia, holland, japán, kínai, német)
- ME-BTK: társadalomtudományi és gazdasági szakfordító (angol, német, orosz)
- PE-MFTK: társadalomtudományi és gazdasági szakfordító (angol, német)
- PPKE-BTK: társadalomtudományi, jogi, gazdasági és bölcsészettudományi szakfordító (angol, német, francia, olasz, spanyol)
- PPKE-JÁK: angol jogi szakfordító szakjogász
- PTE-ÁOK: egészségtudományi szakfordító-tolmács (angol)
- PTE-BTK: francia-magyar bölcsészettudományi szakfordító
- PTE-BTK: olasz-magyar bölcsészettudományi szakfordító
- SE-ETK: egészségtudományi szakfordító-tolmács (angol)
- SZIE-ÉTK: agrár és természettudományi szakfordító
- SZIE-GTK: szakfordító
- SZTE-ÁJK: angolszász jogi és angol jogi szakfordítói szakjogász
- SZTE-ÁJK: angolszász jogi és angol jogi szakfordítói szaktanácsadó
- SZTE-ÁJK: francia jogi és szakfordítói szakjogász
- SZTE-ÁJK: német jogi és német szakfordítói szakjogász (LL.M.)
- SZTE-ÁOK: egészségtudományi szakfordító-tolmács (angol)
- SZTE-BTK: társadalomtudományi és gazdasági szakfordító (angol, német, francia, orosz)
- SZTE-TTIK: angol-magyar természettudományi szakfordító